# Das fremde Kind (E. T. A. Hoffmann)
Das fremde Kind ist ein romantisches Kunstmärchen von E. T. A. Hoffmann, das im vierten Abschnitt des zweiten Bandes der Sammlung „Die Serapionsbrüder“ 1819 bei G. Reimer in Berlin erschien. Ende November 1817 war es bereits im letzten Band der zweibändigen Sammlung „Kinder-Mährchen“ – ebenfalls bei Reimer – erschienen.

## Handlung
Der Serapionsbruder Lothar (vermutlich Friedrich de la Motte Fouqué) liest vor:
Schloss nennen die vier Bauern im Dörfchen Brakelheim das niedrige Häuschen ihres gnädigen Herrn Thaddäus von Brakel. Der Edelmann, seine Frau und die gemeinsamen Kinder Christlieb und Felix werden vom Grafen Cyprianus von Brakel, einem wohlhabenden Vetter des Hausherrn, besucht. Mit Cyprianus steigen noch dessen dicke Frau und die mustergültig erzogenen Kinder Adelgundchen und Herrmann aus der Kutsche. Der Besuch kommt nicht mit leeren Händen aus der Stadt. Christlieb und Felix bekommen kompliziertes mechanisches Spielzeug geschenkt.
Cyprianus bemerkt, Christlieb und Felix müssten unbedingt erzogen werden; seine eigenen Kinder seien nämlich in den Wissenschaften gedrillt. Der gnädige Onkel wird einen Hofmeister schicken. Christlieb und Felix sind erleichtert, als der Besuch in seiner Kutsche wieder davonfährt. Das Mädchen und der Junge erfreuen sich einen Tag an den neuen Spielsachen; doch dann nehmen sie die Geschenke – unter anderen einen Harfenmann, einen Jägersmann und eine  „schön geputzte“ Puppe – mit in den nahen Wald und werfen das „nichtsnützige Zeug“ in den Teich. Darauf begegnen die Geschwister im Walde einem fremden Kind mit lilienweißem Gesicht, rosenroten Wangen, kirschroten Lippen, blauglänzenden Augen und goldgelocktem Haar. Es spielt mit Christlieb und Felix wundervolle Spiele in der freien Natur. Aus Grashalmen zaubert es die schönsten Puppen und aus Zweigen allerliebste Jäger. Felix hält das fremde Kind für einen Jungen und Christlieb meint, sie habe ein Mädchen vor sich. Bevor sich Christlieb und Felix „unversehens“ zu Hause wiederfinden, schweben sie zusammen mit dem fremden Kinde noch ein wenig auf unerreichbare Luftschlösser zu. Die Eltern stempeln den Bericht ihrer Kinder als Märchen ab. Anderntags spielen sie erneut; dann plaudert das fremde Kind im Walde den Geschwistern von seiner Mutter und seiner königlichen Herkunft. In jenem Königreich hatte der große Gelehrte Pepasilio die Herrschaft an sich gerissen. Seine Gesellen hatten dort die Rosen, Lilien, Edelsteine und sogar den Regenbogen „mit einem ekelhaften schwarzen Saft“(= Tinte: Wissenschaft) überzogen. Hinter dem summenden, brausenden Scheusal Pepasilio verbarg sich kein Geringerer als der Gnomen-König Pepser. Glücklicherweise wurde der garstige Pepser von einer Kinderschar mit Fliegenklatschen erschlagen. Fortan erblühten Blumen, glänzten Edelsteine und erstrahlte der Regenbogen wieder in alter Pracht.
Im Beisein seiner Kinder Christlieb und Felix empfängt Herr Thaddäus von Brakel den von seinem Vetter versprochenen Hofmeister. Der pechschwarz gekleidete Herr heißt Magister Tinte. Während der Begrüßung mit Handschlag sticht der Magister die beiden neuen Schüler mit einer verborgenen Nadel in die Hände. Nach den ersten Lektionen im Hause bestehen die Kinder auf einem Waldspaziergang. Im Walde fühlt sich Magister Tinte gar nicht wohl. Er reißt Maiblümchen aus und tötet einen armen Vogel; er versteht und liebt die Natur nicht.
Daraufhin verabschiedet sich das fremde Kind von den beiden Schülern. Es könne nicht mehr mit ihnen spielen, denn Pepser habe sich ihrer bemächtigt. Der Lehrer hat sich indes in eine große scheußliche Fliege verwandelt und will das fremde Kind mit „abscheulichem Sumsen und Brummen“ verfolgen. Aus dem Walde zurück, stürzt sich der Magister in einen Napf Milch und schlürft das Getränk „mit widrigem Rauschen“ ein. Die Eltern verständigen sich, dass sie den Magister Tinte nicht mögen. Herr von Brakel vertreibt den sausenden, brausenden Hofmeister mit der Fliegenklatsche in den Wald.
Christlieb und Felix hoffen im Walde auf die Wiederkehr des fremden Kindes, werden aber am Teich von den entsorgten Spielsachen Harfenmann, Jägersmann und Puppe bedrängt, die sich als Zöglinge des Magisters Tinte bekennen. Das fremde Kind lässt sich nicht mehr blicken; also meiden die Geschwister bald den Wald. Dem Herrn von Brakel geht es nicht mehr gut, seit er den Magister Tinte mit der Fliegenklatsche traktiert hat. Kurz vor seinem Tode gesteht der Vater seinen Kindern, dass er zu Kinderzeiten das fremde Kind ebenfalls kannte. Herr von Brakel wünscht, Christlieb und Felix sollen dem fremden Kind treu bleiben, und stirbt. Graf Cyprianus enteignet die Witwe. Obdachlos müssen die drei Brakels mit einem „kleinen Bündelchen“ Wäsche das Dörfchen Brakelheim verlassen. Unterwegs auf der Brücke des Waldstroms will die Witwe vor lauter Gram in Ohnmacht sinken. Da begegnet den drei Vertriebenen das fremde Kind und macht den Kindern Mut; sie erzählen der Mutter von dieser Begegnung. Die Mutter spricht: „Ich weiß nicht, warum ich heute an euer Märchen glauben muß.“ Sie kommen bei Verwandten unter, und fortan wird alles gut.

## Rezeption
Äußerungen im 19. Jahrhundert
- Als Lothar mit dem Vorlesen des Märchens zu Ende ist, sagt Ottmar (alias Hitzig): „Dein 'fremdes Kind' ist ein reineres Kindermärchen als dein 'Nußknacker'“, aber mahnt „einige verdammte Schnörkel, deren tieferen Sinn das Kind nicht zu ahnen vermag,“ an.
- Friedrich Gottlob Wetzel[5] nennt 1819 „Das fremde Kind“ ein Märchen für Erwachsene.
- Voß lobt 1819 die Darstellung des Magisters Tinte als Fliege.[6]
- Konrad Schwenck[7] bewundert 1823  die „komischen Phantasiespiele und ironischen Allegorien“ des Dichters.
- Wolfgang Menzel[8] spricht 1859 von einer „der besten, wo nicht die beste Erzählung Hoffmanns“.
- Georg Ellinger findet 1894 Gefallen an dem warmen Ton.[9]

Neuere Äußerungen
- Arthur Sakheim sieht 1908 mit dem Text einen Gipfel der Romantik erreicht.[10]
- Walther Harich bemängelt 1920 das Krampfhafte in der Allegorisierung.[11]
- Die Darstellung der Antinomien sowie der Landschaft Wald empfindet Planta[12] 1958 beinahe als Kitsch.
- Marianne Thalmann beanstandet 1961 die „dick aufgetragene Unschuld“ bei der Zeichnung von Felix und Christlieb.[13]
- Hans von Müller hört 1974 einen „fahlen Unterton des Ressentiments“ heraus.[14]
- Armand de Loecker[15] vermisst 1983 die tiefere psychologische Durchdringung der Figuren.
- Gisela Vitt-Maucher[16] bemängelt 1989 die Schwarz-Weiß-Malerei.
- Segebrecht[17] sieht 2001 Tiecks „Elfen“ als Hoffmanns Vorbild für den Text.[18] Für das fremde Kind selbst habe der Knabe in dem Gedicht „Phantasus“ Pate gestanden.[19] Lothar Pikulik[20] nehme dieses Gedicht als Hoffmanns Quelle an. Zwar stehe das fremde Kind für die Phantasie, doch Hoffmann beließe es nicht dabei. In dem Märchen streite die Phantasie gegen Sachzwänge (Auseinandersetzung des fremden Kindes mit Magister Tinte).[21]
- Hinweise auf weiterführende Arbeiten finden sich bei Segebrecht[22] (Dieter Richter, Frankfurt am Main 1987 und Christiane Schulz, Berlin 1996), Kaiser[23] (Hans-Heino Ewers, Stuttgart 1987) und Schäfer.
- Feldges und Stadler stellen Vermutungen zur Heimat des fremden Kindes an und erkennen strukturell eine strenge Dreiteilung.[24] Auch Marianne Thalmann sprach bereits 1964 von einem vom Tageslicht beschienenen „artistisch geordneten Märchenapparat“.[25] Rousseau stehe als Vorbild da. Felix und Christlieb seien Naturkinder.[26] Feldges und Stadler[27] nennen noch Arbeiten von Christa Maria Beardsley (Bonn 1957), Horst Daemmrich (Detroit 1973), Harvey W. Hewett-Thayer (Princeton 1948), Ricarda Huch (Köln, postum 1969), Walter Jost (Frankfurt am Main 1921), Max Lüthi (Bern 1947), Walter Müller-Seidel, Kenneth Negus, Gerhard Pankalla, Hans Schumacher, Jens Tismar und Günter Wöllner.

### Die Erstausgabe in den Serapionsbrüdern
- Das fremde Kind in: Die Serapionsbrüder. Gesammelte Erzählungen und Mährchen. Herausgegeben von E. T. A. Hoffmann. Zweiter Band. Berlin 1819. Bei G. Reimer. 614 S.[28]

### Verwendete Ausgabe
- E. T. A. Hoffmann: Das fremde Kind S. 570–616 in: Wulf Segebrecht (Hrsg.): E. T. A. Hoffmann: Die Serapions-Brüder. Deutscher Klassiker Verlag im Taschenbuch. Bd. 28. Frankfurt am Main 2008, ISBN 978-3-618-68028-4 (entspricht: Bd. 4 in: Wulf Segebrecht (Hrsg.): „E. T. A. Hoffmann: Sämtliche Werke in sieben Bänden“, Frankfurt am Main 2001)

### Fremdsprachige Ausgaben
- The Child from far away. Addison-Wesley 1971
- The strange child. Neugebauer Press, Boston 1984
- Pikku muukalainen. Porvoo 1984
- To xeno paidi. Synchronē Epochē, Athen 1990
- Det fremmede barni. Amanda, Kopenhagen 1990
- L' enfant étranger. Flammarion, Paris 1997
- El niño extraño. de Olañeta, Palma 2005

### Illustrationen
- 1817 Eine Zeichnung und eine Vignette E. T. A. Hoffmanns (Kopie aus der Staatsbibliothek Bamberg) finden sich nach der S. 1199 auf den Abb. 7 und 8 der verwendeten Ausgabe.
- 1977 Lisbeth Zwerger (Edition Neugebauer im Schroedel Verlag)

### Sekundärliteratur
- Brigitte Feldges, Ulrich Stadler: E. T. A. Hoffmann. Epoche – Werk – Wirkung. C. H. Beck, München 1986, ISBN 3-406-31241-1, S. 85–98.
- Gerhard R. Kaiser: E. T. A. Hoffmann. Metzler, Stuttgart 1988, ISBN 3-476-10243-2. (Sammlung Metzler; 243; Realien zur Literatur)
- Gero von Wilpert: Lexikon der Weltliteratur. Deutsche Autoren A – Z. 4. völlig neubearbeitete Auflage. Kröner, Stuttgart 2004, ISBN 3-520-83704-8, S. 284, 2. Spalte unten
- Bettina Schäfer: Das fremde Kind. S. 310–315 in: Detlef Kremer (Hrsg.): E. T. A. Hoffmann. Leben – Werk – Wirkung. Walter de Gruyter, Berlin 2009, ISBN 978-3-11-018382-5.